# Bunaeopsis lutea
Bunaeopsis lutea är en fjärilsart som beskrevs av Eugène Louis Bouvier 1927. Bunaeopsis lutea ingår i släktet Bunaeopsis och familjen påfågelsspinnare. Inga underarter finns listade i Catalogue of Life.